# يكترينا أبراموفا
يكترينا أبراموفا (بالروسية: Екатерина Константиновна Абрамова)‏ هي متزلجة روسية، ولدت في 14 أبريل 1982 في سانت بطرسبرغ في روسيا.

## وصلات خارجية
- يكترينا أبراموفا على موقع SpeedSkatingBase.eu (الإنجليزية)
- يكترينا أبراموفا على موقع SpeedSkatingNews.info (الإنجليزية)
- يكترينا أبراموفا على موقع SpeedSkatingStats.com (الإنجليزية)
- يكترينا أبراموفا على موقع اللجنة الأولمبية الدولية (الإنجليزية)
- يكترينا أبراموفا على موقع أوليمبيديا (الإنجليزية)